# Cobh Ramblers
Der Cobh Ramblers Football Club, (irisch Cumann Peile Chóstóirí Chóbh) ist eine 1922 gegründete Fußballmannschaft aus der südirischen Hafenstadt Cobh. Die Cobh Ramblers spielen seit 1985 in der League of Ireland, jedoch bis auf drei Spielzeiten in den 1980er und 1990er Jahren stets in der niedrigeren Staffel, der First Division.

## Geschichte
Die Ramblers waren ursprünglich ein Hockey-Club, jedoch spielten viele Mitglieder der Mannschaft vor der Abspaltung des irischen Freistaates vom Vereinigten Königreich oft gegen britische Soldaten, so dass sie den Verein 1922 zu einem reinen Fußballclub machten. Von der Gründung bis 1985 spielte der Club in der Munster Senior League. Noch gegen Ende dieser Periode gelangen den Ramblers zwei ihrer größten Erfolge; als nicht der League of Ireland angehörigem Verein gelang 1980/81 der Einzug ins Viertelfinale des irischen Pokals, 1982/83 gar nach Siegen gegen Dundalk und die Finn Harps der Einzug ins Halbfinale gegen die Sligo Rovers, das Messen sollte wegen des Austragungsmoduses, der solange Wiederholungsspiele vorsah, bis eine Mannschaft ein Spiel in 90 Minuten für sich entscheiden konnte, zu einem der spannendsten der irischen Pokalgeschichte werden. Das erste Spiel endete nach einer Führung der Ramblers, die die Rovers erst in der 88. Minute ausgleichen konnten, 1:1. Im ersten Wiederholungsspiel konnten die Ramblers in den letzten 20 Minuten einen 0:2-Rückstand ausgleichen, im daraufhin angesetzten zweiten Wiederholungsspiel konnten beide Teams vor 22.000 Zuschauern kein Tor erzielen. Zur Halbzeit des dritten Wiederholungsspiels sahen die Ramblers nach überlegenem Spiel und einer 2:0-Führung im Stadion der Rovers schon wie die sicheren Sieger aus, diese konnten aber nach einem Sturmlauf in der zweiten Halbzeit ausgleichen und in der Nachspielzeit mit dem Schlusspfiff mit 3:2 in Führung gehen und das Halbfinale nach vier Spielen für sich entscheiden. Seitdem konnten die Ramblers nie wieder so weit im irischen Pokal vorstoßen.
1985 wurden die Ramblers dann in die Football League of Ireland aufgenommen, nach zwei Spielzeiten die als sechster der zehn Vereine der First Division endeten, gelang in der dritten Saison 1987/88 als Vizemeister der erste Aufstieg in die Premier Division, der höchsten Spielklasse Irlands, auf den jedoch der sofortige Wiederabstieg folgte. 1991 und 1992 scheiterte man als Dritter zweimal knapp am Aufstieg, bevor 1993 der zweite Aufstieg gelang. Doch konnte sich der Club nicht in der Premier Division durchsetzen, während 1994 der Abstieg als drittletzter noch vermieden werden konnte, stieg der Club 1995 als Vorletzter ab. 2007 konnte man wieder den Aufstieg in die Premier Division erreichen, stieg aber 2008 wieder ab. Zudem erwarb der Club nicht die Lizenz für die First Division im Jahre 2009. Aus diesem Grund spielten die Ramblers 2009 in der A Championship, der dritthöchsten Liga. Im Jahr 2013 erhielt der Verein dann wieder die Lizenz für die First Division.

## Bekannte Spieler
- Roy Keane (1989–1990)
- Nicky Byrne (1997)
- Timothy Martin (2025–lfd.)